# Židovský hřbitov v Čáslavi
Židovský hřbitov je oddělením v jižní části městského hřbitova v Čáslavi v Chotusické ulici na severním okraji města Čáslav.

## Historie a popis
Založen byl roku 1884 a pohřby zde pravidelně probíhaly až do druhé světové války, další občasné obřady pak ještě po ní. Dochovalo se zde kolem 200 novodobých náhrobků, z márnice v západní části hřbitova zůstala dochována pouze vstupní brána. V areálu se nachází pomník obětem nacismu z roku 1949. Ve městě se také nachází synagoga.